# Barbora Černošková
Barbora Černošková, dívčím příjmením Koudelková, (* 12. března 1982 Brno) je moderátorka televizních pořadů Branky, body, vteřiny, Sama doma, Forum Bez frází Barbory Černoškové a dnes již neexistujícího Na moll…, vysílaných Českou televizí. Je bývalou sportovkyní a českou reprezentantkou v synchronizovaném plavání. V tomto sportu se třináctkrát stala mistryní ČR v kategoriích sólo, duo, tým (mladší žákyně – ženy).

## Vzdělání
Vystudovala brněnské Gymnázium Matyáše Lercha. Následně pokračovala na Filozofické fakultě Masarykovy univerzity v Brně, obor historie–filozofie, které úspěšně zakončila ziskem akademického titulu bakalář. Ve studiu pokračovala na téže fakultě, na oboru historie. Studia zakončila v roce 2007 ziskem titulu magistr.
V letech 2003 až 2008 studovala současně též Právnickou fakultu Masarykovy univerzity.

## Zaměstnání
Od roku 2003 pracovala jako externí sportovní redaktorka ČT a moderátorka hudebního pořadu ČT Na moll v Brně a od října 2007 pracuje v redakci sportu v ČT v Praze. Od roku 2007 do září 2009 a poté od 1. dubna 2012 do 29. září 2024 moderovala Branky, body, vteřiny.
Moderovala olympijské studio v na ZOH 2014 v ruském Soči. Od léta 2020 je namísto zesnulé Stanislavy Lekešové partnerkou Lucie Křížkové při moderování televizního pořadu Sama doma.

## Osobní život
Jejím otcem je brněnský pedagog a kulturní organizátor Vladimír Koudelka.
Jejím strýcem je mistr České křížovkářské ligy, světový šampion v luštění hádanek Vítězslav Koudelka.
Má tři sourozence, a sice sestry Terezu a Markétu a bratra Jakuba. Od roku 2007 je jejím manželem basketbalista Jiří Černošek, s nímž má dcery Elenu (narozena 12. října 2009) a Adrianu (narozena 22. prosince 2014) a syna Vincenta (narozen 20. června 2017).